# Maclyn McCarty
Maclyn McCarty (9. června 1911 South Bend, Indiana – 2. ledna 2005 New York) byl americký genetik. V roce 1944 spolu s Oswaldem Averym a Collinem Macleodem pokračovali v Griffithově experimentu. Výsledky jejich slavných pokusů (tzv. Averyho–MacLeodův–McCartyho experiment) ukázaly, že genetický materiál živých buněk je tvořený DNA.